# Fahrradlift

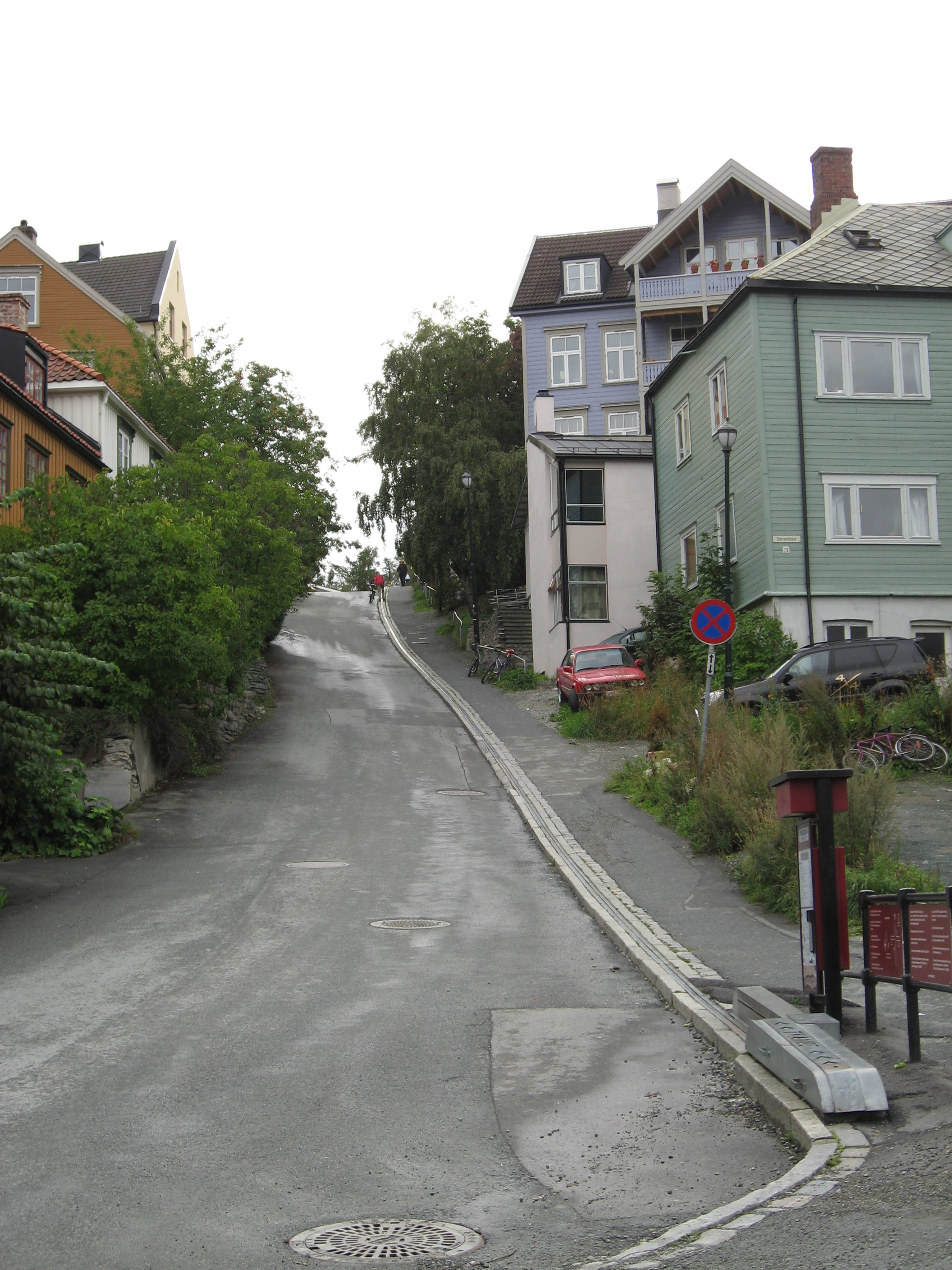
Die Strecke

Der erste Fahrradlift der Welt befindet sich seit 1993 in Trondheim, Norwegen. Die erste bis 2012 in Betrieb gewesene Version wurde 2013 durch eine  modernere  Version ersetzt, die die in Norwegen inzwischen verschärften Sicherheitsbestimmungen  erfüllt.  Der in Trondheim Sykkelheisen Trampe genannte Lift ist  130 m lang.
Der Lift enthält unter einem Schlitz nahe dem Gehsteigrand in einem Kanal ein umlaufendes Zugseil (System CycloCable), in das eine Fußplatte eingeklinkt wird, die so angetrieben kraftvoll bergwärts geschoben wird. Das System funktioniert ähnlich einer fix gekuppelten Kabelstraßenbahn. Der Start ist nur an der Talstation möglich, wo auch ein keilförmiger Aufbau auf die Fahrbahn eine kleine waagrechte Fläche zum Aufstellen mit dem Fahrrad bietet.
Der Benutzer stellt sich zuerst mit dem Fahrrad links neben diese Platte. Dann stellt er sich, leicht nach vorn geneigt, mit dem nach hinten durchgestreckten rechten Bein als Standbein auf diese Platte. Wenn der Lift startet, fährt man, sich mit dem rechten Fuß auf der Fußplatte abstützend, mit dem Rad die Straße hinauf. Um das Gleichgewicht zu halten, ist es notwendig, mit dem Vorderrad die Spur und einen minimalen Abstand (ca. 5 bis 10 cm) zum rechten Bordstein möglichst gleichmäßig zu halten. Es gilt, weit überwiegend das rechte Bein zu belasten, da nur dieses angeschoben wird, während das Rad vermehrt um die Belastung mit dem linken Bein über das Straßengefälle nach hinten zieht. Um diesen Gegenzug zu kompensieren, ist es zweckmäßig, mit dem Oberkörper, wie sonst beim Radfahren auch, einen Bogen nach vorne zu bilden und mit den Armen den Lenker des Rades tendenziell nach vorne also hangaufwärts zu drücken. Erst die Abstützung des Körpers auf insgesamt vier Punkte (Beine und Arme) ergibt eine stabile Körperlage, die hier mittels Muskelspannung während etwas mehr als einer Minute eingehalten werden muss. Den linken Fuß lässt man auf seinem Pedal ruhen, das sich dabei etwas hinter der Position seines unteren Totpunkts befindet. Lasten am Fahrrad bewirken hier eine spürbare Erhöhung der rücktreibenden Kraft; Lasten, die am Körper sitzen – etwa ein Rucksack – können über das Standbein rechts der Fußplatte aufgelastet werden.
Die Geschwindigkeit des Skirail CycloCable beträgt 7,4 km/h, also etwa 2,05 m/s, woraus sich rechnerisch über 130 m Strecke eine Reisezeit von 63 Sekunden ergibt. Die durchschnittliche Steigung beträgt 18 %, woraus sich gut 23 m Höhenunterschied über 130 m ergeben.
Die Aufsteigetechnik muss geübt werden. Längere Fahrten mit einem solchen Lift können durch die einseitige, starre Belastung des rechten Fußes anstrengend werden.
Die Stadt Winterthur in der Schweiz hatte in ihrem Verkehrskonzept 2012 ebenfalls zwei Velolifte aufgenommen, Zürich prüft den Einsatz. Inzwischen wurden diese Pläne aber (letztmals im März 2019) von der Stadt Winterthur auf einen späteren Zeitpunkt und vorbehaltlich eines positiven Prüfungsergebnisses verschoben.

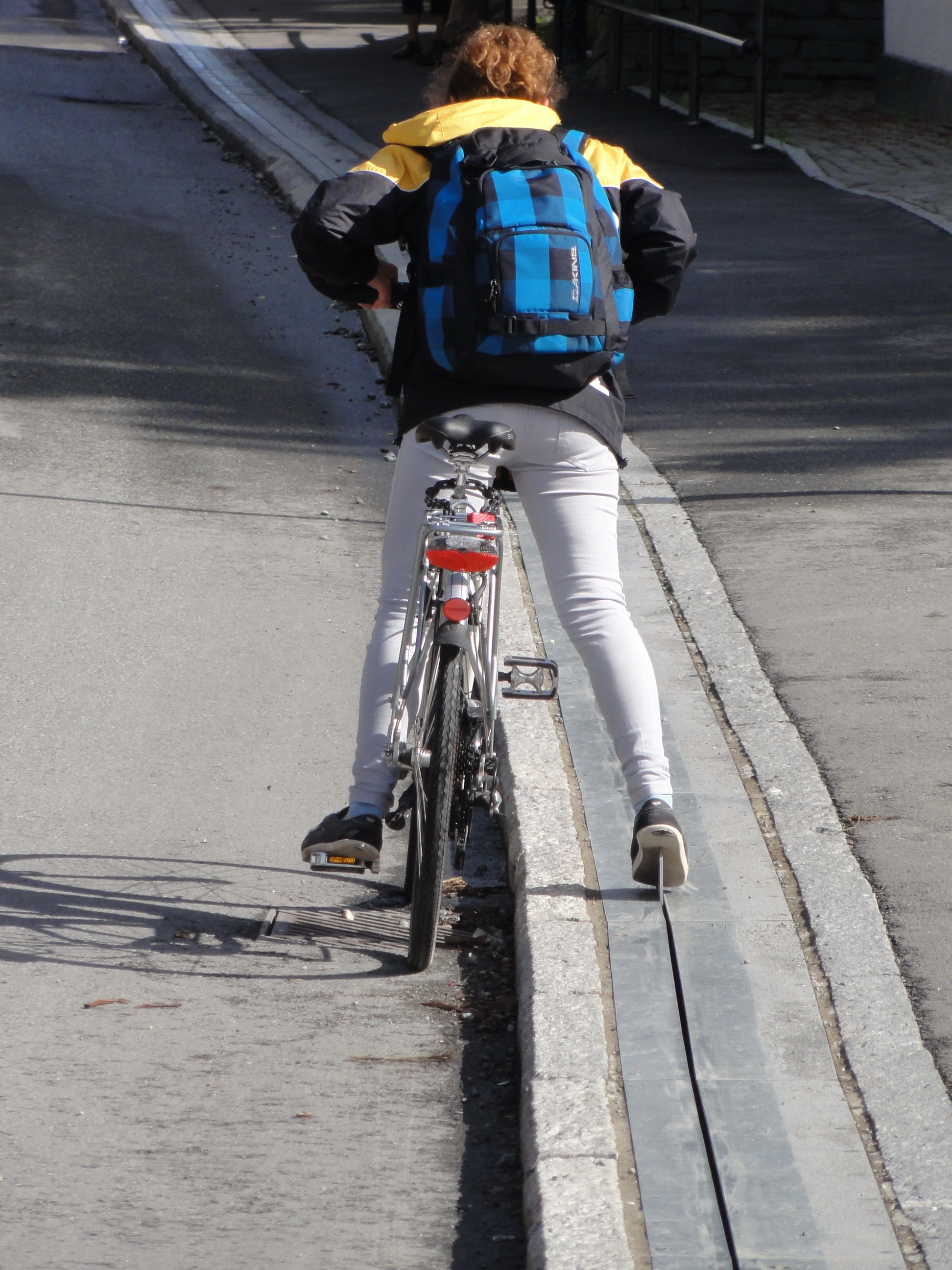
Benutzung
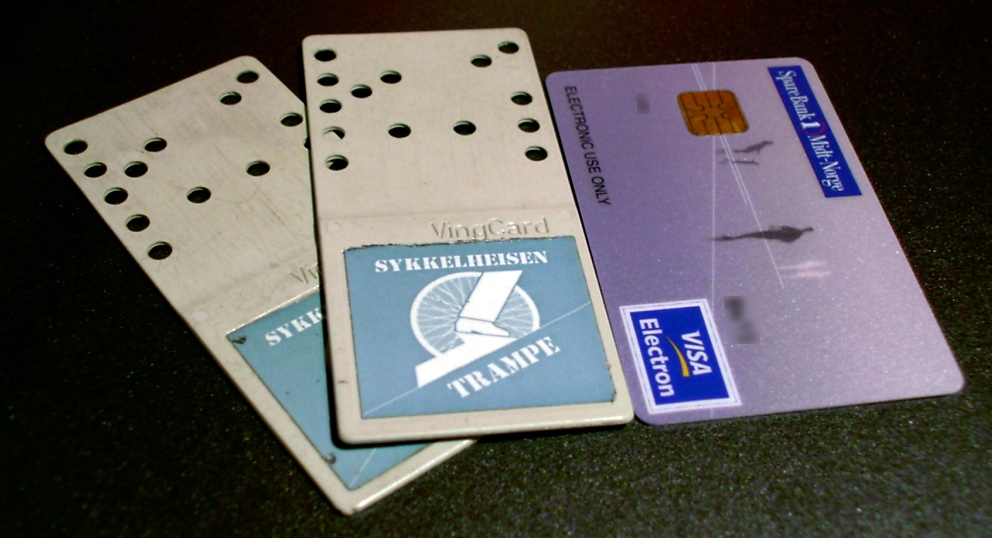
Anfänglich waren Fahrkarten erforderlich, jetzt ist die Benutzung kostenlos
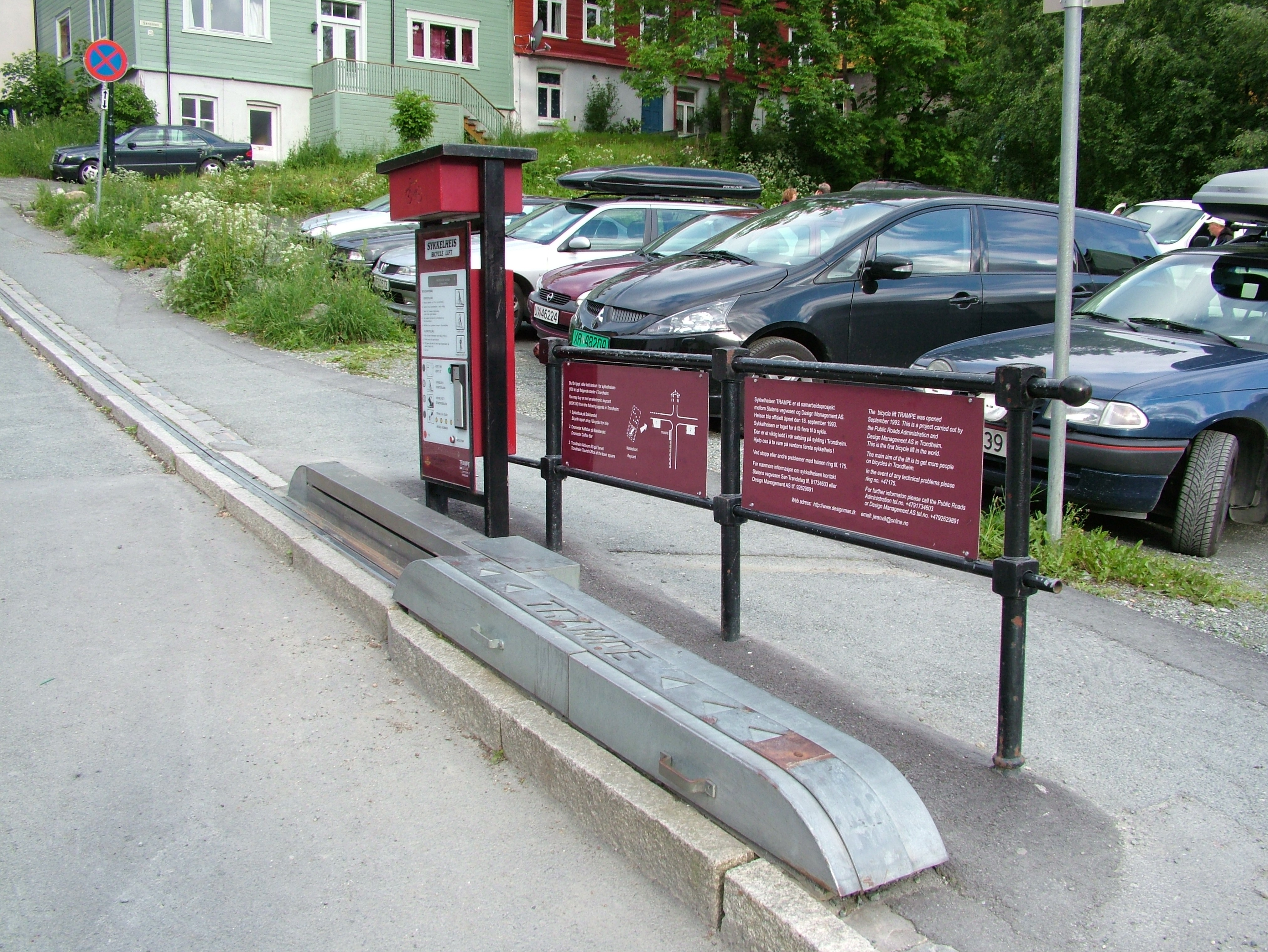
Talstation
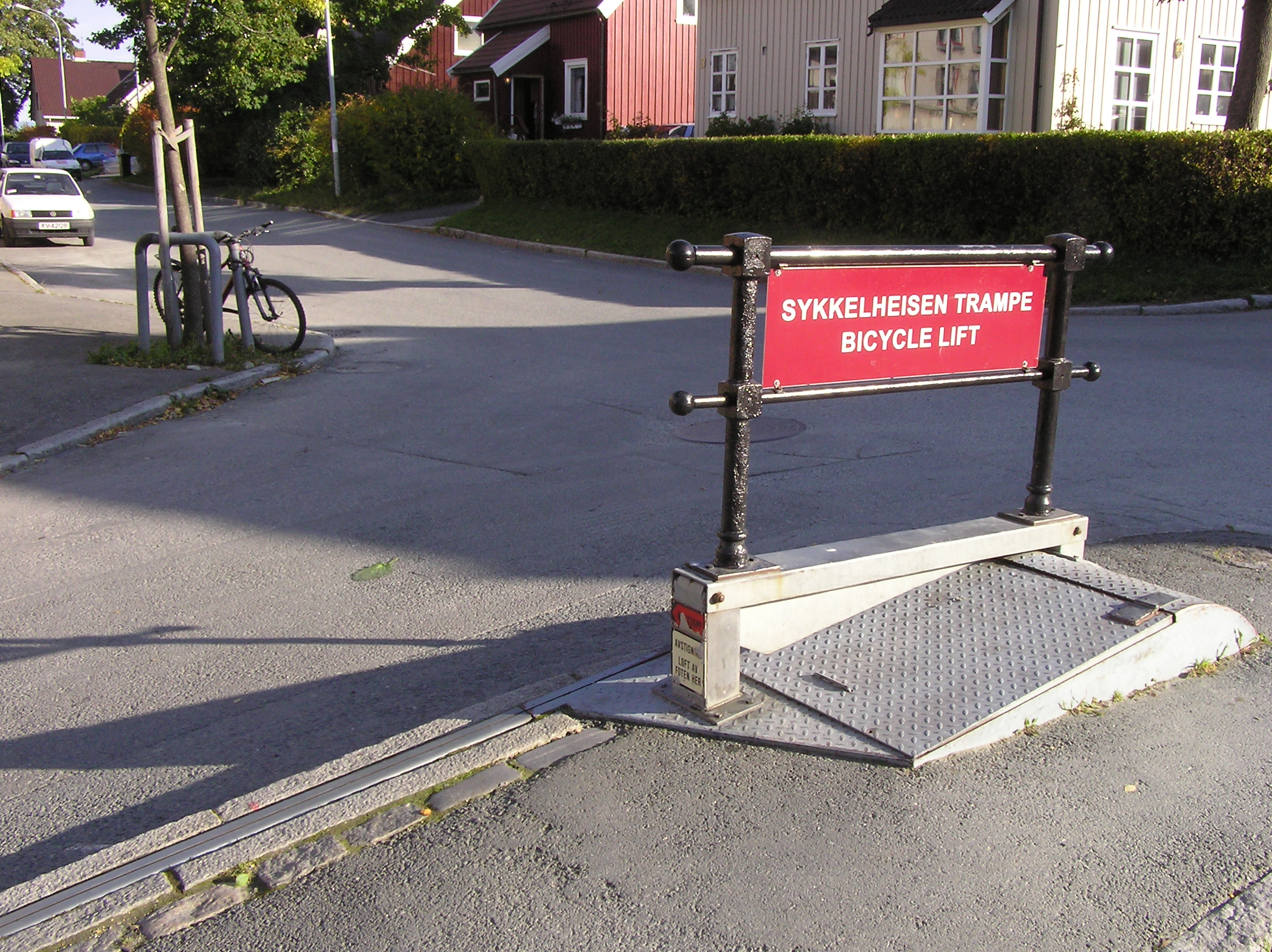
Bergstation
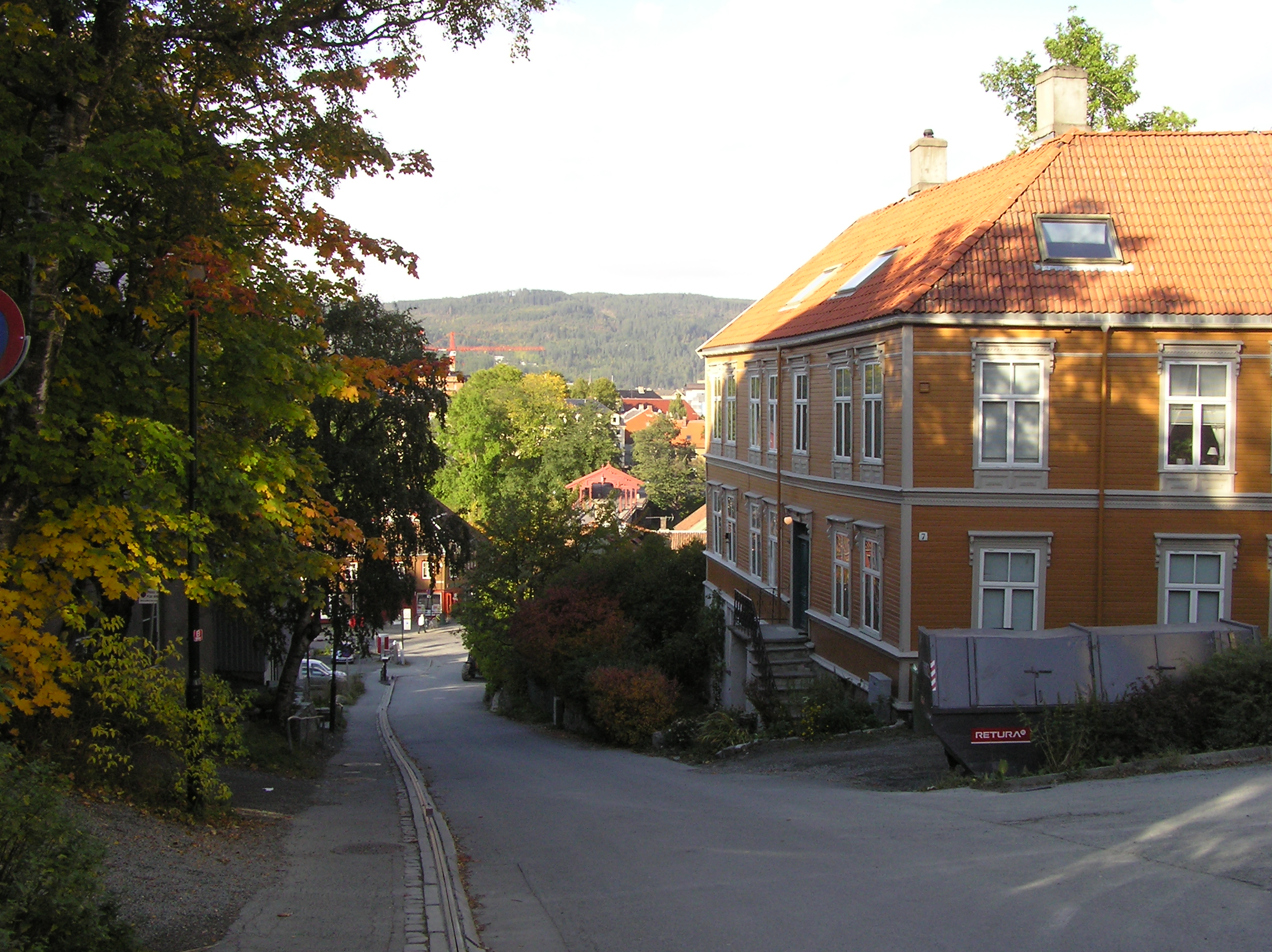
Blick zur Talstation